# Lindy Remigino
Lindy John Remigino (né le 3 juin 1931 dans le Queens à New York, mort le 11 juillet 2018 à Newington) est un athlète américain, spécialiste des épreuves de sprint.

## Biographie
À 21 ans, il est le vainqueur surprise du 100 mètres des Jeux olympiques de 1952 à Helsinki. Cinquième seulement des championnats universitaires américains et éliminé en demi-finale des championnats de l'AAA, il doit sa sélection olympique aux multiples forfaits de ses compatriotes. Il remporte la finale dans le même temps que le favori de l'épreuve, le Jamaïcain Herb McKenley, en réalisant la meilleure performance de sa carrière en 10 s 4, bien qu'ayant arrêté sa course sur la ligne des 80 mètres. Aligné aussi sur l'épreuve du relais 4 × 100 mètres, Lindy Remigino décroche le titre olympique en tant que troisième relayeur, aux côtés de Finis Smith, Harrison Dillard et Andrew Stanfield, l'équipe américaine devançant l'Union soviétique et la Hongrie.
Il est élu au Temple de la renommée de l'athlétisme des États-Unis en 2017.

## Palmarès
| Date | Compétition     | Lieu     | Résultat | Épreuve   |
| ---- | --------------- | -------- | -------- | --------- |
| 1952 | Jeux olympiques | Helsinki | 1er      | 100 m     |
| 1952 | Jeux olympiques | Helsinki | 1er      | 4 × 100 m |